# Duguetia rotundifolia
Duguetia rotundifolia este o specie de plante angiosperme din genul Duguetia, familia Annonaceae, descrisă de Robert Elias Fries. Conform Catalogue of Life specia Duguetia rotundifolia nu are subspecii cunoscute.